# Sarcophaga weberi
Sarcophaga weberi är en tvåvingeart som beskrevs av Andy Z. Lehrer 1995. Sarcophaga weberi ingår i släktet Sarcophaga och familjen köttflugor. Inga underarter finns listade i Catalogue of Life.